# Agropoli

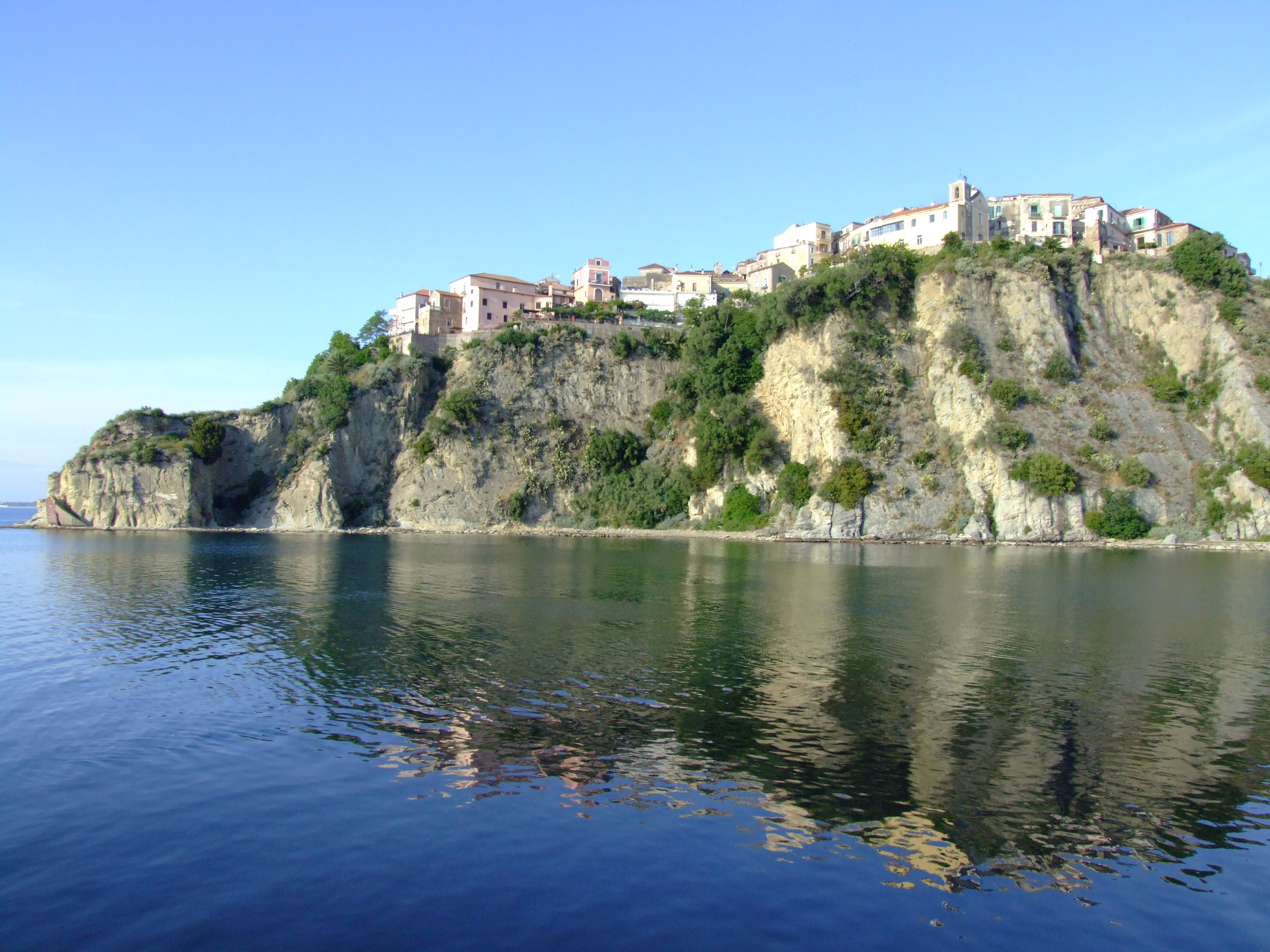
Blick zur Altstadt

Agropoli (alte Schreibweise Gropoli) ist eine italienische Gemeinde mit 21.378 Einwohnern (Stand 31. Dezember 2023) in der Provinz Salerno in der Region Kampanien. Der Ort ist Mitglied der Costiera Cilentana.

## Geografie
Die Nachbargemeinden sind Capaccio, Castellabate, Cicerale, Laureana Cilento, Ogliastro Cilento, Prignano Cilento und Torchiara.
Die zehn Ortsteile (frazioni) sind Frascinelle, Fuonti, Marotta, Mattine, Moio, Muoio, Madonna del Carmine, San Marco, Tarullo und Trentova.
Zudem gibt es einige Streusiedlungen, darunter Serpi.

## Sport
Der Ort war 1984 Ankunftsort der 8. Etappe und Startort der 9. Etappe des Giro d’Italia.

## Infrastruktur

### Straße
- Autobahnausfahrt Battipaglia A3 Salerno-Reggio Calabria
- Staatsstrasse Neapel - Reggio Calabria
- Staatsstrasse 267 Agropoli - Acciaroli

### Bahn
- Bahnhof Agropoli liegt an der Bahnstrecke Salerno–Reggio Calabria (Tirrenica Meridionale), und ist u. a. auch mit den Le Frecce erreichbar.

### Flug
- Flughafen Neapel

## Städtepartnerschaften
- Chili

## In Agropoli geborene Persönlichkeiten
- Siegfried Tschierschky  (1898–1965), deutscher Architekt und Bildhauer